# 迪米塔·瓦谢夫
迪米塔·瓦谢夫（1965年9月10日—），是一名已退役的保加利亚足球运动员和现任教练，身高1米80，主要司职中场。
瓦谢夫的职业生涯的顶峰在保加利亚国内顶级球队索非亚火车头，曾入选保加利亚国家队。1997年他随保加利亚籍的主教练斯托伊科夫到上海申花效力，但是很快随着斯托伊科夫的离任而被俱乐部撤换。此后他曾去美国联赛效力，不久后退役。
退役后他担任索非亚火车头的助理教练。

## 荣誉

### 作为球员
索菲亚火车头队：
- 保加利亚杯
  - 冠军（1）：1994-95
- A PFG
  - 亚军（1）：1994-95

### 作为教练
2014/2015 A PFG 赛季最佳教练 - 由保加利亚职业足球运动员协会评选。

## 个人生活
他的儿子丹尼尔也是一名足球运动员，目前效力于索菲亚火车头足球俱乐部。